# Czas umowny
Czas umowny – czas urzędowy lub strefowy stosowany na większym określonym obszarze. Równy jest miejscowemu czasu określonego południka. Czas taki można porównać do czasu uniwersalnego.  